# Escut de Subirats
L'escut oficial de Subirats té el següent blasonament:
Escut caironat: de sinople, un mont d'or movent de la punta carregat de 4 pals de gules i somat d'un castell de sable obert. Per timbre una corona mural de poble.

## Història
Va ser aprovat el 12 de juliol de 1988 i publicat al DOGC el 2 de setembre del mateix any amb el número 1038.
El castell dalt del turó és el senyal tradicional del municipi, i representa l'antic castell de Subirats (del segle x), actualment en ruïnes. Els quatre pals de Catalunya recorden la jurisdicció dels comtes reis sobre el poble.